# Gabriel Ávalos
Gabriel Ávalos Stumpfs (Edelira, 12 de outubro de 1990) é um futebolista paraguaio que atua como atacante. Atualmente joga pelo Independiente e pela Seleção Paraguaia.

## Carreira internacional
Ávalos representou a Seleção Paraguaia num empate por 0–0 de qualificação para a Copa do Mundo da FIFA de 2022 com o Uruguai em 3 de junho de 2021.

## Estatísticas
Última atualização: 29 de julho de 2023.
| Clube                  | Temporada         | Campeonato nacional           | Campeonato nacional | Campeonato nacional | Copa nacional | Copa nacional | Liga nacional | Liga nacional | Outros torneios | Outros torneios | Total | Total |
| Clube                  | Temporada         | Divisão                       | Jogos               | Gols                | Jogos         | Gols          | Jogos         | Gols          | Jogos           | Gols            | Jogos | Gols  |
| ---------------------- | ----------------- | ----------------------------- | ------------------- | ------------------- | ------------- | ------------- | ------------- | ------------- | --------------- | --------------- | ----- | ----- |
| Crucero                | 2015              | Primeira Divisão da Argentina | 21                  | 5                   | 0             | 0             | —             | —             | —               | —               | 21    | 5     |
| Peñarol                | 2016              | Primeira Divisão do Uruguai   | 5                   | 0                   | 0             | 0             | —             | —             | 2               | 0               | 7     | 0     |
| Nueva Chicago          | 2017–18           | Primera B Nacional            | 22                  | 6                   | 0             | 0             | —             | —             | —               | —               | 22    | 6     |
| Godoy Cruz             | 2017–18           | Primeira Divisão da Argentina | 10                  | 2                   | 0             | 0             | —             | —             | —               | —               | 10    | 2     |
| Patronato (emprestado) | 2018–19           | Primeira Divisão da Argentina | 10                  | 4                   | 2             | 1             | —             | —             | —               | —               | 12    | 5     |
| Patronato (emprestado) | 2019–20           | Primeira Divisão da Argentina | 22                  | 3                   | 0             | 0             | —             | —             | —               | —               | 22    | 3     |
| Patronato (emprestado) | Total             | Total                         | 32                  | 7                   | 2             | 1             | 0             | 0             | 0               | 0               | 34    | 8     |
| Argentinos Juniors     | 2021              | Primeira Divisão da Argentina | 15                  | 4                   | 4             | 1             | 11            | 3             | 8               | 3               | 38    | 11    |
| Argentinos Juniors     | 2022              | Primeira Divisão da Argentina | 19                  | 5                   | 1             | 2             | 16            | 6             | —               | —               | 36    | 13    |
| Argentinos Juniors     | 2023              | Primeira Divisão da Argentina | 25                  | 12                  | 1             | 2             | 0             | 0             | 6               | 1               | 32    | 15    |
| Argentinos Juniors     | Total             | Total                         | 72                  | 21                  | 6             | 5             | 27            | 9             | 14              | 4               | 122   | 48    |
| Total na carreira      | Total na carreira | Total na carreira             | 159                 | 57                  | 8             | 6             | 27            | 9             | 26              | 7               | 306   | 102   |

### Seleção Paraguaia
| Gols com a Seleção Paraguaia de Futebol | Gols com a Seleção Paraguaia de Futebol | Gols com a Seleção Paraguaia de Futebol | Gols com a Seleção Paraguaia de Futebol | Gols com a Seleção Paraguaia de Futebol | Gols com a Seleção Paraguaia de Futebol | Gols com a Seleção Paraguaia de Futebol | Gols com a Seleção Paraguaia de Futebol | Gols com a Seleção Paraguaia de Futebol |
| Resultados                              | Resultados                              | Resultados                              | Resultados                              | Lugar                                   | Estádio                                 | Data                                    | Tipo                                    | Gols                                    |
| --------------------------------------- | --------------------------------------- | --------------------------------------- | --------------------------------------- | --------------------------------------- | --------------------------------------- | --------------------------------------- | --------------------------------------- | --------------------------------------- |
| Paraguai                                | 3                                       | 3                                       | Peru                                    | Goiânia                                 | Estádio Olímpico                        | 2 de julho de 2021                      | Copa América de 2021                    | 1 gol                                   |